# Егоркино (Егоркинское сельское поселение)
Его́ркино (чув.  Якуртушкăнь) — деревня в составе Егоркинского сельского поселения Шумерлинского района Чувашской Республики.

## История
Деревня Егоркино до 7 сентября 1920 года входила в Атаевскую, затем в Ходарскую волость Курмышского уезда.
С сентября 1920 года по 1 октября 1927 года деревня входила в Егоркинский сельсовет Ядринского, затем Вурнарского, а с 1 ноября 1935 года Шумерлинского района. Со 2 ноября 1965 года деревня вошла в состав Шумерлинского горсовета, а с 30 декабря 1966 года вновь стала числиться в составе Шумерлинского района.
Считается, что основателем деревни был беглый крестьянин Якурт, который в XVIII веке поселился в лесу у истока реки Меркеш (ныне Эскедень). К нему стали переселяться другие крестьяне, и образовавшаяся деревня стала называться Якуртушкăнь, что с чувашского можно перевести как община Ягурта. В основном крестьяне занимались скотоводством, земледелием и охотой.
Так же считается, что примерно в это же время на южном берегу реки Меркеш поселился и крестьянин Пазит. Образованная вокруг его поселения деревня стала называться Пазитушкăнь, которая находилась в районе современной улицы Арискино. Через какое-то время деревню переименовали в Эрисушкăнь, в честь младшего брата основателя — Эриса. По некоторым утверждениям Эрис был фактически слугой у своего брата, и из зависти убил его, чтобы завладеть деревней.
Чуть позже деревня Эрисушкăнь вошла в состав деревни Якуртушкăнь.
В XIX веке недалеко от реки на восточной стороне деревни поселились новые крестьяне, которых в деревне прозвали огражанами. Образованное ими поселение стало именоваться Угарин, а позже — Огаринкино. К концу XIX века Огаринкино также вошла в состав деревни Якуртушкăнь.

## Примечательные события
- В 1930 году образован колхоз «Большевик».
- В период с 1954 по 1959 год колхоз «Большевик» последовательно объединился с колхозами «Авангард» деревни Савадеркино и колхозом «Новая жизнь» деревни Пояндайкино.
- В 1956 году ученик местной школы нашёл кости, зубы и бивень мамонта. Найденные предметы древности были переданы в музей Туванской средней школы.

## Знаменитые люди
В деревне родились и выросли:
Николай Иванович Бельцов — кандидат юридических наук, доцент, заслуженный юрист Чувашской Республики. С февраля 1990 года работал в должности первого заместителя министра внутренних дел Чувашской Республики.

## Инфраструктура
- Егоркинское сельское поселение;
- МОУ «Егоркинская СОШ»;
- Егоркинский дом культуры;
- Егоркинский фельдшерско-акушерский пункт;
- Отделение связи;
- Филиал Шумерлинского отделения сбербанка России;
- АТС;
- Ветеринарный участок;
- Два магазина ИП Арланова В. Л.
- Магазин № 30